# Вишневская, Мария Александровна
Мария Александровна Вишневская (6 марта 1935, Ленинград — 22 мая 2020, Москва) — врач-анестезиолог, учёный.
Дочь советского хирурга А. А. Вишневского.

## Биография
Окончила 1-й Московский медицинский институт в 1959 году, после чего в течение года работала старшим лаборантом в Институте грудной хирургии, а затем в течение двух лет (по 1962 г.) работала врачом-анестезиологом в Институте онкологии АМН СССР.
С 1962 по 1964 гг. — аспирантура по анестезиологии на кафедре факультетской хирургии 1-го Московского медицинского института.
С 1964 по 1969 гг. — старший научный сотрудник кафедры факультетской хирургии 1-го ММИ, а с 1969 года — старший научный сотрудник отдела детской хирургии анестезиологии и реаниматологии =2-го МОЛГМИ на базе ДГКБ им. Н. Ф. Филатова.
В 1965 году защитила кандидатскую диссертацию.
В 1985 году присвоено звание «Ветеран труда».
Большую часть жизни проработала в детской Филатовской больнице. Была ответственной на кафедре за интернов, ординаторов и аспирантов по анестезиологии и реаниматологии. Была ассистентом кафедры. Вела семинарские занятия.
Жила в Москве. До 1982 была замужем за Ю. Г. Шапошниковым. В браке родился сын.
Умерла 22 мая 2020 года. Похоронена на Городском (Посадском) кладбище в Звенигороде.

## Основные труды
Соавтор 2 учебников по детской анестезиологии и реаниматологии, 3 учебно-методических пособий по детской анестезиологии-реаниматологии для студентов, 21 статьи в журналах и сборниках, 29 тезисов и 1 авторского свидетельства на изобретение, за внедрение его в практику была удостоена серебряной медали ВДНХ.
Некоторые вопросы проведения общего обезболивания при операциях на лёгких [Текст]: Автореферат дисс. на соискание учен. степени кандидата мед. наук / 1-й Моск. мед. ин-т им. И. М. Сеченова. — М.: [б. и.], 1965. — 16 с..
Способ обезболивания при хирургических вмешательствах у детей. Авторское свидетельство № 1181665 A1 СССР, МПК A61H 39/00: № 3670135: заявл. 07.12.1983: опубл. 30.09.1985 / Я. Ш. Касымходжаева, В. С. Гойденко, В. А. Михельсон, М. А. Вишневская [и др.]; заявитель Центральный ордена Ленина Институт усовершенствования врачей.

## Воспоминания

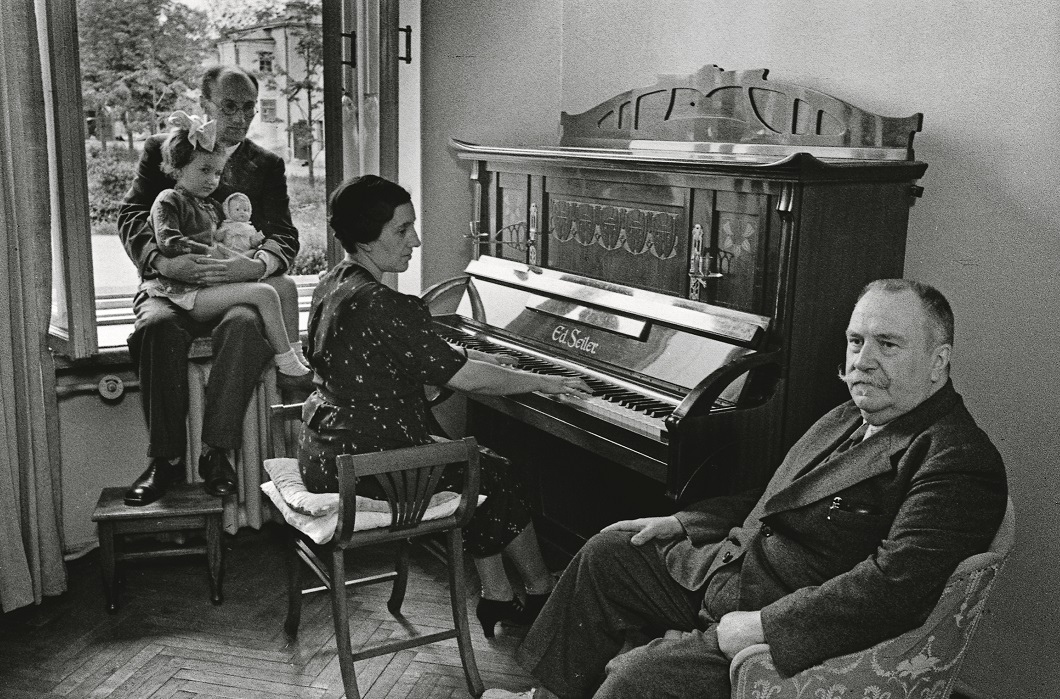
Мария Александровна на руках у своего отца — Александра Александровича Вишневского

В «Дневнике хирурга» Александр Александрович Вишневский нередко упоминает свою семью:
1 сентября 1941 года
«Приехали в Москву. Здесь немного спокойнее, чем прежде. Дома отец. Узнал у него, что жена, Машенька, Саша и мать живы и здоровы. Отец выглядит хорошо. Работает, делает доклады».
6 октября 1941 года
«…Дорогой нас обстрелял самолёт. Проезжая через одну деревню, видели маленькую девочку, убегающую от выстрелов с улицы в избу. Ей столько же лет, сколько моей Машеньке. Стало как-то нехорошо на душе».
13 ноября 1943 года
«Пошёл к себе. Открыла дверь Маша. она сильно похудела, побледнела и выросла. Жену совсем не узнать — так сильно она изменилась. У меня мелькнула мысль о туберкулёзе, тем более, что брат её умер от этой болезни. В кроватке Саша (уже настоящий). Очень милый мальчик. Я принёс вещи и вместе с Машенькой стал разбирать их. Саше подарил компас. Маша, проявив большое самообладание и выдержку, сдавала экзамен в музыкальную школу».

В книге «В поисках Вишневского» Наталья Кончаловская описывает Марию Александровну:
«Мы сидим с Машей Вишневской у нас в кабинете, на улице Воровского. Я гляжу в её чёрные, узкого разреза, глаза за выпуклыми стёклами очков и думаю: „До чего же ты похожа на отца, Машенька!“ Тот же удлинённый нос, тот же изгиб небольшого рта, та же нежная улыбка. И мне нравится разглядывать её и искать сходство с Александром Александровичем».